# Pascal Dion
Pascal Dion est un patineur de vitesse sur piste courte canadien.

## Biographie
À l'âge de 6 ans, en 2000, il commence le patinage de vitesse sur piste courte au sein du club de Pointe-aux-Trembles.
En 2014, en compétition, il est coupé par une lame de patin au bas du dos et reçoit une dizaine de points de suture. Il perd plus d'un litre de sang et doit arrêter l'entraînement pendant cinq mois.
Il cite ses modèles comme étant Marc Gagnon et Viktor Ahn.

## Carrière
Pendant la saison 2017-2018, il fait partie de l'équipe canadienne du 5000 mètres relais aux côtés de Charle Cournoyer, Samuel Girard, Francois Hamelin et Charles Hamelin. L'équipe remporte trois des quatre manches de la saison puis la médaille de bronze aux Jeux Olympiques de Pyeonchang.
En juin 2024, il annonce prendre sa retraite.